# Премијера (ТВ филм)
„Премијера ” је југословенски ТВ филм из 1966. године. Режирао га је Славољуб Стефановић Раваси а сценарио је написао Маријан Матковић

## Улоге
| Глумац         | Улога |
| -------------- | ----- |
| Љиљана Крстић  |       |
| Виктор Старчић |       |
| Стево Жигон    |       |